# Gábor Fűrész
Gábor Fűrész (Székesfehérvár, 25 marzo 1978) è un astronomo ungherese.
Ha ottenuto il dottorato in astronomia all'Università di Seghedino nel 2002.
Il Minor Planet Center gli accredita la scoperta dell'asteroide 111468 Alba Regia effettuata il 23 dicembre 2001 in collaborazione con Krisztián Sárneczky.